# Mavka
Mavka – ukraiński zespół muzyczny wykonujący muzykę elektroniczną, będącą połączeniem wielu innych gatunków, w tym folku, downtempo, ambientu czy trance.

## Historia
Grupa założony w 2013 w Kijowie przez aktorkę teatralną Irynę Lazer, a także Ołeksija Mikriukowa jako Crossworlds. W wydali minialbum Ivana Kupala Night, natomiast rok później album studyjny Day and Night. Wtedy też do grupy dołączył Taras Lazer, a nazwę zespołu zmieniono na obecną. Ma ona nawiązywać do miawki, mitologicznej postaci występującej w ukraińskim oraz łemkowskim folklorze.
W 2019 zespół nagrał własną wersję piosenki „Hej Sokoły”, która stała się częścią ścieżki dźwiękowej do ukraińskiego filmu dokumentalnego Granica. Operacja Hrubieszów.
Grupa w 2021 wypuściła swój drugi album studyjny Spy, natomiast w następnym roku trzeci – Gagilka. Die Verwandlung.

## Dyskografia

### Albumy studyjne
- Day and Night (2015)
- Spy (2021)
- Gagilka. Die Verwandlung (2022)
- Rusalii (2023)

### Minialbumy
- Ivana Kupala Night (2014)

### Single
- Гей, соколи (2021)
- Koza (2022)